# Золотой парень
«Золотой парень» (яп. ゴールデンボーイ го:рудэн бо:й, англ. Golden Boy) — манга японского автора Тацуи Эгавы, посвящённая приключениям двадцатипятилетнего «вольного художника», путешествующего студента по имени Кинтаро Оэ. С 1992 года манга по главам выходила в журнале Super Jump издательства Shueisha. Это журнал для взрослой мужской аудитории («сэйнэн»). Первый полноценный том манги был опубликован в 1993 году, всего их было издано десять. В 1997 году манга была закончена. Она была популярна и успешна коммерчески: всего было продано более 4,5 млн томов.
В 1995 году история была частично экранизирована в качестве аниме в формате OVA (для домашнего просмотра). Шесть серий под общим названием «Золотой парень: странствующий студент» (яп. さすらいのお勉強野郎 го:рудэн бо:й сасурай но обэнкё: яро:, Golden Boy: Sasurai no Obenkyou Yarou) были созданы совместно издательством Shueisha и компанией KSS. На русском языке аниме впервые транслировалось по телеканалу MTV Россия в 2003 году.
С сентября 2010 по декабрь 2011 года в журнале издательства Shueisha Business Jump выходило продолжение манги Golden Boy II 〜Sasurai no Obenkyou Yarou Geinoukai Ooabare-hen〜 (яп. GOLDEN BOY II 〜さすらいのお勉強野郎 芸能界大暴れ編〜). Было издано два тома этой манги.

## Сюжет
Кинтаро Оэ, человек очень талантливый, незадолго до выпускных экзаменов бросает Токийский университет, чтобы получить уроки реальной жизни. На своём велосипеде он колесит по городам Японии и берётся за самую разную работу, чтобы продолжать учиться. Кинтаро наблюдает и изучает людей (особенно красивых девушек), а все важные мысли и события записывает в блокнот, который постоянно носит за поясом.
Сюжетный конфликт каждого тома манги разворачивается за счёт отношений Кинтаро с женщинами. Некоторые героини относятся к Кинтаро с презрением и считают глупым и неуклюжим извращенцем, другие предлагают разнообразные соревнования, чтобы продемонстрировать своё превосходство. Кинтаро неизменно пытается добиться от героини взаимности, хотя о себе часто оставляет неблагоприятное первое впечатление. В глубине души он очень добр, находчив, проницателен, невероятно умён и раз за разом заставляет поначалу равнодушных девушек влюбляться в него. В аниме, в результате случайного стечения обстоятельств или по необходимости Кинтаро никогда не удаётся испытать на себе ответную силу девичьей страсти: он постоянно в дороге. В манге он имеет сексуальные контакты.

## Персонажи
Лишь Кинтаро постоянно присутствует в манге и появляется в каждой серии аниме. Остальные персонажи являются эпизодическими.

### Кинтаро Оэ
Кинтаро Оэ (яп. 大江錦太郎 О:э Кинтаро:) — главный герой манги и аниме, колесит по Японии и нанимается на разную работу в поисках знаний о мире. На официальном сайте MTV он описан как парень «довольно бестолковый и порядком озабоченный». Герой неизменно вмешивается в происходящее и помогает самым разным людям. «АниМаг» отмечает его «любопытный нос и чрезмерное чувство справедливости». Animetric.com считает, что у героя золотое сердце, хотя он решает проблемы необычными методами. Кроме того, Кинтаро «буквально поглотила абсолютная жажда знаний», результаты чего «откладываются не только в его голове, но и отображаются на побитой физиономии». Он также неравнодушен к красивым девушкам. Согласно онлайн-журналу Animefringe, его чувства к женщинам пусты и слюнявы, а сам Кинтаро предсказуемо увлекается только девушками модельной внешности. Напротив, автор рецензии на THEM Anime Reviews считает, что в глубине души Кинтаро восхищается женщинами и уважает их. Тацуя Эгава часто гиперболизирует мимику этого персонажа, шутит по поводу туалетного фетиша Кинтаро, неравнодушного к сиденьям унитаза, а также записей, которые тот делает в блокноте. Туда Кинтаро зарисовывает женское нижнее бельё и грудь, описывает происходящее в своеобразной манере: «Си — это не секс» и «Голова не может поворачиваться на 360 градусов». Однако он очень умён и бросил институт лишь потому, что за два года полностью изучил программу. Кинтаро способен буквально ко всему: спорт, программирование, кулинария, преподавание, анимация — и с жаром принимается за любую возможность получить знания (ради этого согласен на добровольное рабство). Часто повторяет фразу «Учиться!» (яп. おべんきょう обэнкё:). В манге у него появляются последователи. Его имя с японского переводится как «золотой мальчик». Так звали популярного героя японского фольклора, который был наделён невероятной силой.

### Второстепенные персонажи, присутствующие в аниме
Госпожа президент (яп. 女社長 дзё сятё) — глава небольшой компьютерной фирмы по разработке программного обеспечения T.N. Software. Появляется в первой серии аниме и в первой главе манги. Её имя не называется (в японской версии просто «босс»). Президент отличается требовательностью и профессионализмом, вместе с тем, в её компании работают только девушки. Её озвучивает Хироми Цуру.
Наоко Кацуда (яп. 勝田奈緒子) — дочь мэра из второй серии аниме (вторая глава манги). Отец Наоко строго контролирует её отношения с молодыми людьми, сама же она избалована и позволяет себе играть с людьми, например, делает вид, что Кинтаро пытался её изнасиловать, чтобы посмотреть, как он будет оправдываться перед отцом. По мнению Кинтаро, у неё комплекс Электры.
Сэйю: Юко Минагути.
Норико (яп. 紀子) — молодая и невинная девушка, работающая в магазине по приготовлению лапши удон. Кинтаро встречает её в третьей серии аниме (четвёртая глава манги). Норико добра, вежлива, любит своих родителей. В аниме она увлекается составлением икэбаны и мечтает в один прекрасный день составить букет для любимого человека.
Сэйю: Юри Сиратори.
Аюко Хаями (яп. 速水鮎子) — инструктор по плаванию, бывшая олимпийская чемпионка на дистанции 200 метров. Появляется в четвёртой серии аниме и в пятой главе манги. Несмотря на внешнюю холодность, в глубине души является человеком азартным и очень любящим свою работу. Аюко влюбилась в бассейн с детства, когда отец учил её плавать. Она считает, что детей надо приучать к воде, не делая никаких поблажек: они пришли не развлекаться. Если же ребёнок боится плавать, ему в бассейне не место.
Сэйю: Кикуко Иноуэ.
Рэйко Тэраяма (яп. 寺山麗子) — двадцатилетняя дочь одного из богатейших жителей Киото, появляется в пятой серии (шестая глава манги). Обладательница прекрасных манер и невозмутимого внешнего вида. На самом деле Рэйко влюблена в собственный мотоцикл и только от него может испытать сексуальное возбуждение. Никто, считает Рэйко, не может превзойти его в силе и скорости. Всех мужчин, особенно водителей, она считает слабыми и никчёмными.
Сэйю: Сакико Тамагава.

## История создания

Обложка 1 тома манги. На обложке — госпожа президент.

Автор манги Тацуя Эгава получил диплом по специальности прикладная математика и в течение пяти месяцев преподавал математику в университете, прежде чем стал профессионально рисовать мангу. В предисловии к первому тому «Золотого парня» он писал: «Перед окончанием детского сада я написал в своём дневнике: „Я по-настоящему люблю учиться“. Я часто размышляю о том, в какой же момент в наших школах забыли настоящее значение слова „учёба“. Очень часто учителя и родители понимают его ошибочно. Обучение должно быть захватывающим и интересным».
«Золотой парень» — вторая крупная работа Тацуи Эгавы после манги для детей Magical Taruruto-kun (1988—1992), которая также публиковалась в издательстве Shueisha. «Золотой парень» печаталась в журнале для взрослой мужской аудитории Super Jump с 1992 по 1997 год, а затем была опубликована Shueisha в десяти томах. Первый том вышел в июне 1993 года, последний — в январе 1998 года. Эгава планировал завершить историю третьим томом (金剛寺編), но на волне популярности манги после выхода одноимённого аниме, редакция журнала заставила его продолжить. Эгава согласился при условии, что ему позволят рисовать что угодно, и стал менять сюжет, игнорируя мнение читательской аудитории. Это решение негативно отразилось на продажах манги. Эта манга, как и следующая работа Тацуи Эгавы, Tokyo University Story, содержит большое количество эротических сцен, которые были частично вырезаны при повторном издании 2003 года. Каждый том второго издания Shueisha Jump Remix уменьшился почти вдвое по сравнению с оригиналом.
С сентября 2010 по декабрь 2011 года в журнале Shueisha Business Jump выходило продолжение манги «Golden Boy II 〜Sasurai no Obenkyou Yarou Geinoukai Ooabare-hen〜» (яп. GOLDEN BOY II 〜さすらいのお勉強野郎 芸能界大暴れ編〜). Два тома вышли в феврале и в июле 2011 года.

### Список томов манги
| № | Дата публикации     | ISBN               |
| --- | ------------------- | ------------------ |
| 1 | 1 июня 1993 года    | ISBN 4-08-858721-9 |
| Урок 0. Изучение компьютера В нулевой главе Кинтаро Оэ устраивается в компьютерную фирму T.N. Software, при этом умея программировать лишь на «Бейсике», поэтому работает бесплатно — моет окна, убирается, подаёт кофе. Однажды в конце рабочего дня он видит неотключённый компьютер и выдергивает его из сети, надеясь на благодарность президента компании, красивой женщины. Компьютер оказывается сервером, на котором хранится чрезвычайно важная программа, уже готовая к сдаче заказчику. Босс в ярости выгоняет Кинтаро. Вся T.N. Software отчаянно работает, пытаясь уложиться в сроки, но это невозможно. Однако на фирму заходит Кинтаро и передаёт одной из сотрудниц диск, на котором босс обнаруживает аналог утерянной программы, которую главный герой явно написал с нуля и даже улучшил. Он уезжает, оставив сообщение «Спасибо! Я многому у вас научился». Урок 1. Искушение молодой леди В первой главе Кинтаро устраивается в предвыборную кампанию Кацуды Дзюндзо, мэра городка Коганэ. Он с первого взгляда увлекается дочерью Дзюндзо — «юным ангелом» Наоко. Наоко флиртует с ним, якобы случайно появляется полуобнаженной, полагая, что Кинтаро покорен её чарами. Спустя неделю она находит забытый блокнот Кинтаро и читает в нём, что «[Наоко] изображает невинность»; «думает, что играет с мужчинами, но это очень грустно» и «я спасу её своей великой любовью». Понимая, что главный герой видел её насквозь с самого начала, Наоко решает отомстить. Во время очередного урока по математике она режет на себе одежду, даёт Кинтаро ножницы и начинает громко звать на помощь. Охрана отца избивает Кинтаро, который, однако, молча сносит побои, не обвиняя и не выдавая Наоко. Видя это, она проникается к главному герою чувствами. Они расстаются друзьями, прощаясь, Наоко обещает при следующей встрече подарить Кинтаро свою девственность. Урок 2. Цветок беспокоит горы Во второй главе Кинтаро работает на курорте в горах, там же отдыхают три студентки Минако, Саори и Эцуко. Они ни во что не ставят мужчин, заводят необязательные связи и спят с первыми встречными. Однажды в лесу девушки теряют управление над автомобилем и врезаются в дерево. Минако отправляется за помощью и не может найти дорогу до отеля. Кинтаро уходит на поиски, находит Минако, но не может вспомнить обратную дорогу. В итоге, герои вместе ночуют в лесу, завернувшись в одно одеяло. Хотя они спят вместе обнажённые, Кинтаро не пытается заняться с Минако сексом, чем она восхищена: рискнув жизнью, Кинтаро отправился на её поиски среди ночи, и при этом не ждал секса в благодарность. Урок 3. Кризис! Первая любовь девственницы В третьей главе Кинтаро работает в семейном магазинчике удона. Отец семейства попал под машину и получил травму руки, поэтому временно нанял главного героя в помощники. За его дочерью Норико ухаживает респектабельный саларимен Хитоси Когурэ, нашедший отца Норико на дороге и отвезший в больницу. Однако Кинтаро раскрывает истинные намерения Когурэ: тот сам спланировал аварию, чтобы войти в доверие к семье Норико, жениться на ней, получить магазин и землю в своё владение, закрыть магазин и открыть собственный бар, а затем развестись. Благодаря главному герою Норико узнаёт всю правду и влюбляется в Кинтаро, но так и не решается открыть свои чувства, и тот вскоре уезжает. Урок 4. Плавание по бушующему морю В четвёртой главе Кинтаро устраивается на работу инструктором в плавательный бассейн, практически не умея плавать. Чтобы его приняли на работу, он заключает с красавицей-менеджером пари: будет работать бесплатно, а через месяц обгонит менеджера в заплыве. Менеджер соглашается, а Кинтаро узнаёт, что это Аяко Хаями, золотой олимпийских призёр Олимпийских игр в Сеуле на дистанции 200 метров. Кинтаро назначают учителем в группу самых маленьких детей, в свободное от работы время он тренируется сам. Аяко не одобряет методы обучения Кинтаро как слишком ребячливые и несерьезные; она считает, что если ребёнок боится воды, ему в бассейне не место. Однажды Кинтаро, находясь с Аяко наедине, вылезает из бассейна с эрекцией. Его увольняют. Тем временем Хаями узнаёт, что дети из его группы совершают удивительные успехи в плавании и влюбились в бассейн. Аяко понимает, что Кинтаро её превзошел как учитель. Урок 5. Голубое небо без тормозов В последней главе тома Кинтаро встречает дочь богатого семейства Рэйко Тэраяму, которая считает всех мужчин «бесхребетными» и получает эротическое удовольствие, катаясь на своём любимом мотоцикле. Она соглашается на секс с Кинтаро, если тот обгонит её на мотоцикле. Кинтаро соглашается. Он гонится на велосипеде, разгоняется со склона и прыгает на велосипеде через обрыв. Рэйко восхищена его безумной храбростью, но Кинтаро уехал слишком далеко, чтобы его догнать. |                     |                    |
| 2 | 1 декабря 1993 года | ISBN 4-08-858722-7 |
| Урок 6. Желание психологии Кинтаро под видом студента слушает лекции профессора психологии Кёко Минагавы (ей 30 лет) в университете Оосиро. Однажды, походя мимо университета, он видит ссору Кёко с мужчиной и заступается за неё. В благодарность Кёко приглашает Кинтаро на обед и знакомит с тремя своими соседками: Куми (27 лет), Мики (23 лет) и первокурсницей Макото. Кинтаро хорошо проводит время и, в итоге, остается жить с девушками. Постепенно они начинают называть Кинтаро «хозяином» и выполнять все его желания. Кинтаро спит со всеми четырьмя, указывает, что им одевать, какие блюда готовить, какие подарки ему дарить и т. д. Он становится заносчивым и раздражительным, приглашает позвать новых девушек, чтобы не было так скучно, а утром просыпается на скамейке в парке. Выясняется, что Кинтаро был подопытным в психологическом эксперименте Кёко на тему человеческой развращенности. Когда Кёко заканчивает научную работу на эту тему и подаёт её своему руководителю, она узнаёт, что неделю назад Кинтаро подал точно такую же работу, сопроводив её даже лучшим анализом. Урок 7. Раб любви Кинтаро работает на дискотеке и замечает, что одна из танцующих как магнит привлекает внимание окружающих мужчин. В надежде разгадать тайну этой женщины, Такако Янагидзавы, он добровольно становится её рабом. Кинтаро спит в собачьей будке, готовит, выполняет работу по дому и,в итоге, он догадывается, что секрет Такако - в сексуальных позах, которые она принимает. Переодевшись в женщину, Кинтаро успешно переключает внимание мужчин на дискотеке на себя. Урок 8. Запись в ритме мечты Урок 9. Любовная алхимия Исследование 1. Молодая любовь и взрослые желания Исследование 2. Жадный старик и добродетельный сын Исследование 3. Отмена помолвки Исследование 4. Красивое платье и деньги Исследование 5. Единственный, кого стоит бояться |                     |                    |
| 3 | май 1994 года       | ISBN 4-08-858723-5 |
| 4 | декабрь 1994 года   | ISBN 4-08-858724-3 |
| 5 | июнь 1995 года      | ISBN 4-08-858725-1 |
| 6 | декабрь 1995 года   | ISBN 4-08-858726-X |
| 7 | июнь 1996 года      | ISBN 4-08-858727-8 |
| 8 | декабрь 1996 года   | ISBN 4-08-858728-6 |
| 9 | июль 1997 года      | ISBN 4-08-858729-4 |
| 10 | январь 1998 года    | ISBN 4-08-859001-5 |

## OVA
Аниме из шести серий «Золотой парень: странствующий студент» (яп. さすらいのお勉強野郎 го:рудэн бо:й сасурай но обэнкё: яро:, Golden Boy: Sasurai no Obenkyou Yarou), сделанное Shueisha в сотрудничестве с KSS, было выпущено в Японии сначала на видеокассетах, а затем на лазердисках. Главного героя озвучивает Мицуо Ивата. Наиболее откровенные сцены отсутствуют, и сюжет повторяется по одной схеме: путешествия в поисках знаний — девушка — эротические фантазии Кинтаро — работа — кульминация — путешествия в поисках знаний.
На русском языке аниме впервые транслировалось по телеканалу MTV Россия в 2003 году. В США аниме было лицензировано компанией ADV Films в декабре 1996 года, однако, к 2007 году их лицензия истекла и была заново приобретена Media Blasters.

### Саундтрек
Музыка к OVA была написана композитором Дзё Катаянаги, а закрывающая композиция аниме «Study A Go! Go!» — Кандзи Сайто. Всего компанией KSS выпущено два альбома с саундтреком. Первый, Golden Boy STUDY A GO!! GO!! (яп. スタディ・ア・ゴー!!ゴー!!), вышел 26 января 1996 года.
| №   | Название                           | Оригинальное название                | Длительность |
| --- | ---------------------------------- | ------------------------------------ | ------------ |
| 1.  | «STUDY A GO!! GO!! Ver.1»          |                                      |              |
| 2.  | «Intermission»                     |                                      |              |
| 3.  | «Sloppy Joe»                       |                                      |              |
| 4.  | «Intermission»                     |                                      |              |
| 5.  | «Kami to Denki»                    | 紙と電気                             |              |
| 6.  | «Intermission»                     |                                      |              |
| 7.  | «NO NO BOY»                        |                                      |              |
| 8.  | «Intermission»                     |                                      |              |
| 9.  | «Drama CD Yume Harizumi ni not te» | サウンドドラマ「夢はリズムにのって」 |              |
| 10. | «Yume Harizumi ni not te»          | 夢はリズムにのって                   |              |
| 11. | «Intermission»                     |                                      |              |
| 12. | «STUDY A GO!! GO!! Ver.2»          |                                      |              |

Второй альбом Golden Boy Animation Soundtrack появился в продаже 23 августа 1996 года.
| №   | Название                | Оригинальное название      | Длительность |
| --- | ----------------------- | -------------------------- | ------------ |
| 1.  | «Headphone Music»       | ヘッドフォン・ミュージック | 0:21         |
| 2.  | «Opening»               | オープニング               | 1:52         |
| 3.  | «T.N. Software»         | T.N.ソフトウェア           | 2:27         |
| 4.  | «Job 1»                 | お仕事1                    | 1:37         |
| 5.  | «Delusion»              | 妄想                       | 0:20         |
| 6.  | «Tension 1»             | テンション1                | 0:56         |
| 7.  | «Tension 2»             | 同2                        | 0:30         |
| 8.  | «Lady President»        | 女社長                     | 2:33         |
| 9.  | «Introduction #2»       | イントロダクション 2       | 0:37         |
| 10. | «Fist Fight»            | 選挙戦                     | 1:02         |
| 11. | «Study»                 | お勉強                     | 0:50         |
| 12. | «Job 2»                 | お仕事2                    | 1:13         |
| 13. | «Naoko 1»               | 奈緒子1                    | 2:38         |
| 14. | «Naoko 2»               | 同2                        | 2:57         |
| 15. | «Action»                | アクション                 | 1:18         |
| 16. | «Kintaro’s Theme #2»    | 錦太郎のテーマ 2           | 1:58         |
| 17. | «Reiko»                 | 麗子                       | 1:18         |
| 18. | «Ganeya»                | がねや                     | 2:32         |
| 19. | «Noriko»                | 紀子                       | 1:53         |
| 20. | «Remembering Tension 3» | 回想・テンション3          | 2:04         |
| 21. | «Tragedy’s Action»      | スタディ・ア・ゴー!!ゴー!! | 0:34         |
| 22. | «Pier Date»             | 港のデート                 | 1:27         |
| 23. | «Panic»                 | パニック                   | 1:28         |
| 24. | «Ending #3»             | エンディング 3             | 1:12         |
| 25. | «Music Box Job 3»       | オルゴール・お仕事3        | 1:54         |
| 26. | «Ayuko 1»               | 鮎子1                      | 0:59         |
| 27. | «Usual Day»             | 日常                       | 0:38         |
| 28. | «Job 4»                 | お仕事4                    | 1:27         |
| 29. | «Ayuko 2»               | 鮎子2                      | 0:48         |
| 30. | «Chase»                 | チェイス                   | 1:18         |
| 31. | «Lust»                  | お色気                     | 0:16         |
| 32. | «Dolphin»               | イルカ                     | 0:50         |
| 33. | «Passionate»            | 情熱                       | 1:12         |
| 34. | «Idiot»                 | バカ                       | 0:13         |
| 35. | «Tension 4»             | テンション4                | 1:15         |
| 36. | «Action Ex»             | アクションEx               | 1:17         |
| 37. | «Opening Ex»            | オープニングEx             | 1:38         |
| 38. | «Battle»                | バトル                     | 2:44         |
| 39. | «Study A Go!! Go!!»     | ゴスペル                   | 3:34         |
| 40. | «Kintaro’s Theme #4»    | 錦太郎のテーマ4            | 1:41         |

### Список серий
| 1 | Компьютерная грамота «Computer de Obenkyou» (コンピュータでお勉強 )           | 27 октября 1995 года | 15 апреля 2003 года |
| Кинтаро Оэ устраивается на работу в компьютерную фирму по разработке программного обеспечения. Президент компании направляет главного героя мыть туалеты, тот в процессе уборки предается садо-мазохистским фантазиям и начинает обнимать сиденье унитаза. Внезапно появляется госпожа президент. Она хочет уволить извращенца, но Кинтаро обвиняет её в предвзятости, твердит, что много времени потратил на изучение компьютеров и мечтает писать программы, а не чистить туалет. Президент решает проверить его навыки. Выясняется, что Кинтаро знаком лишь с BASIC (язык программирования для начинающих) и даже не слышал о языке ассемблера или Си. Он обещает работать без зарплаты, лишь бы ему дали возможность учиться. Однажды Кинтаро заканчивает работу поздно вечером и видит компьютер, до сих пор не выключенный из сети. Он выдёргивает провод питания, стирая очень важную программу. В течение следующей недели разъярённая госпожа президент безуспешно пытается восстановить программу, написание которой заняло три месяца, пока одна из работниц фирмы не запускает дискету, принесённую Кинтаро. Чтобы исправить невольную ошибку, он за неделю написал программу с нуля и заодно сильно улучшил. Кинтаро уезжает, оставив сообщение: «Я многому у вас научился. Большое спасибо». |                                                                               |                      |                     |
| 2 | Искушение девственницы «Otome no Yuuwaku» (乙女の誘惑 )                       | 22 ноября 1995 года  | 18 апреля 2003 года |
| Кинтаро работает в избирательном штабе кандидата в мэры и знакомится с его дочерью Наоко Кацудой. При первой же встрече она приводит Кинтаро в свою комнату и с невинным видом начинает переодеваться, на следующий она снова приглашает в гости и просит помочь с домашним заданием по математике. В результате, Кинтаро начинает приходить каждый вечер: днём он работает в штабе будущего мэра, а ночью помогает его дочери с уроками, при этом Наоко постоянно демонстрирует грудь, нижнее бельё и дразнит Кинтаро, в глубине души считая его своей игрушкой. Однажды она замечает блокнот у Кинтаро за поясом и крадёт его, изобразив обморок. Девушка читает записи, сделанные Кинтаро, и понимает, что тот раскусил её игру. Наоко хочет отомстить. Когда Кинтаро приходит в очередной раз, она ножницами режет на себе одежду и начинает кричать. Прибегает охрана во главе с мэром Кацудой, Наоко кидается в объятия отцу и говорит, что Кинтаро пробрался к ней через окно и разрезал одежду. Она думает, что Кинтаро начнет оправдываться и, как все предыдущие молодые люди, попытается переложить вину на Наоко. Тот же целует девушку на глазах у отца и заявляет, что влюблён. Охранники избивают его на глазах у потрясённой Наоко, пока она их не останавливает. Наоко просит у Кинтаро прощения, возвращает дневник, и тот покидает город. |                                                                               |                      |                     |
| 3 | Первая любовь девственника «Kiki! Otome no Hatsukoi» (危機! 乙女の初恋 )      | 22 декабря 1995 года | 19 апреля 2003 года |
| Кинтаро работает в магазине по продаже лапши удон. Он помогает хозяину, который сломал руку и не может готовить. За дочерью хозяина Норико ухаживает состоятельный бизнесмен Хироси Когурэ (Дзюроута Косуги). Они познакомились, когда отца Норико сбила машина, а Когурэ отвез его в больницу. Когурэ признается Норико в любви и предлагает выйти за него замуж. Возвращаясь домой вечером, Кинтаро замечает Хироси Когурэ в объятиях вульгарной женщины лет тридцати. Кинтаро подслушивает их разговор и узнаёт, что Когурэ — вовсе не бизнесмен, а только планирует начать собственный бизнес, для чего хочет жениться на Норико, прикрыть магазин лапши и устроить на его месте бар, а через несколько месяцев развестись и сделать менеджером свою любовницу. Кинтаро видит, что Норико влюблена в Когурэ и ничего ей не рассказывает. Норико решает принять предложение Когурэ. Тем временем Кинтаро пытается отговорить его от женитьбы, Когурэ же отвечает, что с самого начала спланировал всё, включая автомобильную катастрофу владельца магазина. Прибегает Норико и слышит его слова. Таким образом, Кинтаро спас её от несчастливого брака. В финале он покидает город, научившись делать удон лучше, чем хозяин магазина. |                                                                               |                      |                     |
| 4 | Океан любви «Yasei no Umi o Oyogu» (野性の海を泳ぐ )                          | 26 апреля 1996 года  | 20 апреля 2003 года |
| Проходя мимо бассейна, Кинтаро увидел красивую посетительницу и решил устроиться в этот бассейн инструктором по плаванию, при этом практически не умея плавать. Та женщина оказалась главным инструктором, и она отказывается принимать Кинтаро. Тот предлагает пари: в течение месяца Кинтаро будет работать бесплатно и одновременно учиться плаванию, а потом победит инструктора в заплыве на скорость. Если Кинтаро победит, его наймут в качестве инструктора, в противном случае он будет целый год работать бесплатно. После того, как пари заключено, он узнаёт, что красивая инструкторша — это Аюко Хаями, олимпийская чемпионка по плаванию. Кинтаро приступает к работе и учит плаванию маленьких детей, в процессе дурачится, изображает морского льва и т. п., что изрядно раздражает Аюко — она считает, что такая манера обучения недостаточно серьёзна и лишь вредит детям. Однажды Аюко и Кинтаро устраивают тренировочный заплыв, и Кинтаро выходит из воды со сползшими плавками и эрекцией. Инструктор в ярости его вышвыривает. Через некоторое время, изучая документацию, она видит, что в детской группе очень многие делают необычные успехи. Оказывается, работники усовершенствовали обучение по «системе Кинтаро»: ребят в игровой форме приучают к воде и они начинают любить бассейн — даже те, кто боялся ранее воды. Аюко осознаёт, что её методы были слишком суровыми и в целом ошибочными. В этом она проиграла, а Кинтаро выиграл. |                                                                               |                      |                     |
| 5 | Девственнику чуть было не дали «No Brake no Seishun» (ノーブレーキの青春 )    | 24 мая 1996 года     | —                   |
| Кинтаро едет по горной дороге и встречает красивую девушку-мотоциклиста. Он следует за ней и устраивается прислугой в дом богача. Кинтаро убирает, подметает, моет посуду и тайно наблюдает за дочерью хозяина по имени Рэйко. Однажды госпожа Рэйко застаёт Кинтаро, когда он страстно обнимает сиденье унитаза, и Кинтаро увольняют. Однако он чувствует, что ещё многому не научился и разбивает палатку недалеко от дома. Однажды Рэйко выходит из дому, садится в машину и едет к полуразрушенному зданию. Внутри она раздевается, садится на красный мотоцикл и мастурбирует. В процессе она замечает Кинтаро и рассказывает, что не может любить мужчин, так как без ума от собственного мотоцикла. Рэйко говорит, что отдастся Кинтаро, если ему удастся перегнать мотоцикл. Герои устраивают гонки на горном перевале. Кинтаро видит, что на велосипеде с мотоциклом не сравниться и сокращает путь, прыгая с отвесного склона. В результате этих и других проявлений безумной храбрости ему удается впечатлить Рэйко, но из-за сломанных тормозов остановиться он уже не может и уезжает. |                                                                               |                      |                     |
| 6 | Да здравствуют мультики! «Animation wa Omoshiroi!» (アニメーションは面白い! ) | 28 июня 1996 года    | —                   |
| Кинтаро устраивается в анимационную студию, где выполняет мелкие поручения и познаёт секреты мастерства у аниматоров, в частности, девушки Тиэ (яп. 知絵, озвучивает Мика Канаи). Студия снимает аниме по манге преуспевающего мангаки Тацуи Энгавы (камео автора «Золотого парня» Тацуи Эгавы, он же озвучивает сам себя). У студии осталось полтора месяца, но в сроки они не укладываются. Когда режиссёр попадает под машину и оказывается в больнице, Кинтаро предлагает использовать компьютерную графику и звонит президенту компьютерной фирмы (первая серия). Она обещает помочь с созданием каркасной модели; олимпийская чемпионка по плаванию помогает с рисованием сцен плавания, Норико из третьей серии кормит всех аниматоров удоном; вместо актрис, отказавшихся озвучивать роли, Кинтаро приглашает Наоко (дочь мэра из второй серии) с подругой; готовую плёнку вовремя доставляет хозяйка мотоцикла Рэйко Тэраяма. |                                                                               |                      |                     |

## Отзывы и критика
| Зрительский рейтинг       | Зрительский рейтинг       | Зрительский рейтинг       |
| (на 11 августа 2010 года) | (на 11 августа 2010 года) | (на 11 августа 2010 года) |
| ------------------------- | ------------------------- | ------------------------- |
| Сайт                      | Оценка                    | Голосов                   |
| Anime News Network        | · ссылка                  | 3253                      |
| AniDB                     | · ссылка                  | 4127                      |

Манга и OVA наполнены молодёжным юмором. В России и особенно в США аниме было отмечено положительными отзывами, но широкую известность получило в первую очередь благодаря эротической подоплёке: хотя OVA, строго говоря, нельзя отнести к жанру хентай, там показаны полуобнажённые женские тела и женская мастурбация. В свою очередь манга со второго тома становится едва ли не порнографической.
Манга «Золотой парень», не переводившаяся на европейские языки, не вызвала широкий резонанс среди российской или зарубежной общественности, однако, аниме было хорошо встречено критиками. Практически все рецензенты сходятся на том, что образ главного героя чрезвычайно удачен, хвалят OVA за качественную анимацию, проработанный сюжет и остроумные шутки. DigitallyObsessed.com отмечает великолепную игру озвучивающих актёров, хотя добавляет, что видео, наполненное эротическими элементами, подходит не для всех зрителей. «Именно талантливые актеры и актрисы сделали это аниме таким, какое оно есть», — высказывает мнение обозреватель Mania.com. Anime Jump положительно отзывается о работе дизайнера персонажей Тосихиро Кавамото, называя его настоящим мастером и сравнивая рисунок женских персонажей «Золотого парня» с Cowboy Bebop (где тоже работал Кавамото). Animeworld.com пишет, что девушки в аниме в определённой степени выглядят трафаретными, но подобные типажи мы каждый день встречаем на улице. Рецензенты THEM Anime Reviews и Animeworld.com хвалят великолепную анимацию и удачный юмор, впрочем, Animeworld.com критикует персонажей за слабую динамику по ходу сюжета. «Это одно из немногих аниме, которые я могу пересматривать несколько раз и каждый раз смеяться», — добавляет колумнист Sequential Tart. Согласно газете «Городской дилижанс», сюжетная линия «в таких анимационных сериалах не так важна, как сама картинка и явный эротический подтекст, а центральное место по традиции отводится „девушкам с большими глазами“, каждая из которых олицетворяет собой мечту любого тинейджера». Animefringe называет аниме истерически смешным. Автор обзора на DVDtalk.com пишет, что получил настоящее удовольствие от просмотра и что «слышал много комплиментов в адрес Golden Boy, и все они оказались заслуженными».
В России отзывы также были положительные. Перед запуском сериала в эфир телеканала MTV было проведено тестирование на фокус-группах, результаты которого показали, что большинству (особенно мужской аудитории) «Золотой парень» очень понравился, особенно были отмечены «юмористический характер сериала, интересная тема, наличие красочной красивой анимации». Женская аудитория, особенно телезрительницы 24-34 лет, отнеслись к аниме прохладнее. Рецензент российского «АниМага» счёл, что эмоции от просмотра этого аниме зависят от времени и подходящей компании. Критикуя тот факт, что «ни сюжет, ни каждая история в частности не отличаются свежестью и новизной», Kinomaniac.ru положительно отзывается об аниме в целом.